# Remoxiprid

Strukturformel

Remoxiprid (Roxiam) var ett atypiskt neuroleptikum lanserat av läkemedelsföretaget Astra Zeneca i Europa år 1990. Läkemedlet användes i behandlingen av schizofreni samt vid akuta maniska tillstånd. 1993 upphörde användningen av Remoxiprid eftersom det upptäcktes orsaka aplastisk anemi hos 1 av 10 000 användare. . Roxiam avregistrerades i Sverige 1994. 